# Динамо (женский футбольный клуб, Киев)
Же́нский футбо́льный клуб «Дина́мо» Ки́ев (укр. Жіночий футбольний клуб «Динамо» Київ) — украинский женский футбольный клуб из Киева.

## История
Команда основана в Киеве в 1989 году на базе одноимённого мужского клуба.
В 1990 году клуб дебютировал в Высшей лиге СССР, где занял 2-е место в первых двух группах, а в матче за 3-е место по пенальти проиграл раменскому «Текстильщику» со счётом 3:5 . В 1991 году клуб занял 9-е место в группе 2, а также дебютировал в Кубке СССР, но занял последнее место в группе из четырёх команд на первом этапе.
В 1992 году «Динамо» дебютировал в Высшей лиге Украины и оформило «золотой дубль», выиграв чемпионат и Кубок. В 1993 году, однако, «Динамо» стало вторым в чемпионате, а в финале Кубка проиграло киевской «Арене» со счётом 4:1. В 1994 году клуб умудрился опуститься и на 4-е место в турнирной таблице, и вскоре возглавивший клуб Григорий Суркис расформировал женскую команду из-за своего скептического отношения к женскому футболу.
Летом 2021 года женский клуб «Динамо» был возобновлен и стартовал в Первой лиге Украины. Главным тренером команды стал Владимир Пятенко.

## Достижения
- Чемпион Украины: 1992
- Обладатель Кубка Украины: 1992